# 볼리뉴 드 바칼랴우
볼리뉴 드 바칼랴우(포르투갈어: bolinho de bacalhau) 또는 파스텔 드 바칼랴우(포르투갈어: pastel de bacalhau)는 포르투갈의 음식이다. 대구(바칼랴우) 살, 감자, 달걀, 양파, 파슬리를 넣어 만든 어묵의 일종으로, "바칼랴우 프리터"나 "바칼랴우 크로켓" 등으로 불리기도 한다. 전통적으로는 숟가락 두 개를 이용해 둥근 모양으로 빚어 튀긴다. 전채 또는 주요리로 내는데, 주요리로 낼 때는 쌀밥, 샐러드와 올리브를 곁들인다. 포르투갈 외에도 지중해 전역 및 브라질과 앙골라에서 즐겨 먹는다.

## 이름
포르투갈 중부와 남부 및 포르투갈어권 아프리카에서는 파스텔 드 바칼랴우(pastel de bacalhau, 복수형: pastéis de bacalhau 파스테이스 드 바칼랴우[*])로 부르며, 포르투갈 북부와 브라질에서는 볼리뉴 드/지 바칼랴우(bolinho de bacalhau, 복수형: bolinhos de bacalhau 볼리뉴스 드/지 바칼랴우[*])로 부른다.

## 역사
1904년에 카를루스 반데이라 드 멜루라는 포르투갈 육군 장교가 "카를루스 벤투 다 마이아"라는 가명으로 낸 요리책 《Tratado Completo de Cozinha e de Copa》에 파스텔 드 바칼랴우의 요리법이 기록되어 있다.

## 같이 보기
- 생선완자
- 크래브 케이크
- 파스텔